# William Gilbert Grace
William Gilbert Grace (Bristol, 18 luglio 1848 – Londra, 23 ottobre 1915) è stato un crickettista britannico, considerato uno dei più forti giocatori di tutti i tempi.

## Biografia

### Primi anni di vita
Gilbert White Grace nacque a Downend, vicino a Bristol, il 18 luglio 1848, nella residenza familiare, Downend House. Fu battezzato l'8 agosto dello stesso anno nella chiesa locale. Sebbene fosse noto come Gilbert all'interno della sua famiglia, sua madre lo chiamava apparentemente Willie. Fu tuttavia universalmente conosciuto con le sue iniziali, "WG". I suoi genitori, Henry Mills Grace e Martha Pocock, si sposarono a Bristol il 3 novembre 1831 e risiedettero a Downend per il resto della loro vita. Henry Grace esercitava la professione di medico di base nella comunità locale.
Downend, sebbene oggi sia considerato un sobborgo di Bristol, era all'epoca un villaggio isolato, circondato da campagna, e distava circa quattro miglia dalla città. Henry e Martha Grace ebbero un totale di nove figli. Il biografo Simon Rae osservò che il loro numero di figli corrispondeva a quello della famiglia reale, Victoria e Albert, descrivendo i Grace come una tipica famiglia vittoriana sotto ogni aspetto. Gilbert, l'ottavo figlio, aveva tre fratelli maggiori, tra cui Edward, conosciuto come "EM", e quattro sorelle più grandi. Il nono figlio della famiglia, Fred, nacque nel 1850.

### Istruzione
Grace era noto per la sua formazione scolastica limitata. Inizialmente ricevette istruzione da una certa signorina Trotman nel villaggio di Downend e successivamente da un insegnante di Winterbourne. Proseguì gli studi frequentando la scuola diurna Ridgway House fino all'età di quattordici anni. Durante questo periodo, uno dei suoi insegnanti, David Bernard, sposò in seguito la sorella di Grace, Alice. Nel 1863, Grace si ammalò gravemente di polmonite, il che portò suo padre a ritirarlo da Ridgway House. Dopo questa malattia, Grace crebbe rapidamente, raggiungendo un'altezza di 6 piedi e 2 pollici (1,88 m). Continuò gli studi a casa, dove fu tutelato dal reverendo John Dann, curato della chiesa parrocchiale di Downend. Anche il signor Dann, come il precedente insegnante Bernard, sarebbe divenuto cognato di Grace, sposando Blanche Grace nel 1869.

### Avvicinamento al cricket
Grace iniziò le sue Cricketing Reminiscences (1899) rispondendo a una domanda che gli era stata spesso rivolta: "è nato giocatore di cricket?". La sua risposta fu negativa, poiché riteneva che "i giocatori di cricket si formino attraverso l'allenamento e la pratica". Tuttavia, aggiunse che, sebbene non fosse nato giocatore di cricket, fosse nato "nell'atmosfera del cricket". I suoi genitori, infatti, erano entrambi "pieni di entusiasmo per il gioco", e il cricket era un argomento di conversazione frequente in casa.
Nel 1850, quando WG aveva due anni e il fratello minore Fred era in arrivo, la famiglia Grace si trasferì in una nuova abitazione, "The Chesnuts", che disponeva di un ampio frutteto. Qu, Henry Grace decise di bonificare una parte del terreno per creare un campo di allenamento per il cricket. Tutti i nove figli della famiglia Grace, comprese le quattro figlie, furono incoraggiati a giocare a cricket, anche se le ragazze, insieme ai cani, erano coinvolte principalmente nel fielding. Grace ricordò di aver maneggiato per la prima volta una mazza da cricket all'età di due anni.
Fu nel frutteto di Downend e all'interno dei club di cricket locali che Grace e i suoi fratelli svilupparono le loro abilità, principalmente sotto la guida dello zio Alfred Pocock, che dedicava lunghe ore ad allenarli a Downend. EM, che era più grande di WG di sette anni, aveva sempre utilizzato una mazza di dimensioni standard, il che lo portò a sviluppare una tendenza a colpire la palla oltre la linea, poiché la mazza era troppo grande per lui per "giocare dritto". Pocock si accorse di questo problema e decise che WG e Fred non avrebbero dovuto seguire lo stesso approccio. Pertanto, realizzò per loro delle mazze più piccole, adatte alle loro dimensioni, e insegnò loro a giocare in modo più corretto, concentrandosi sulla "difesa" e sulla tecnica di colpire "con la spalla sinistra ben in avanti", prima di tentare colpi più complessi.
Oltre al suo coinvolgimento nel cricket e alla sua istruzione, Grace visse una vita tipica da ragazzo di campagna, trascorrendo il tempo libero vagando con gli altri ragazzi del villaggio. Una delle sue attività abituali era lanciare pietre agli uccelli nei campi, e in seguito affermò che questa esperienza contribuì a sviluppare la sua abilità come esterno nel cricket.

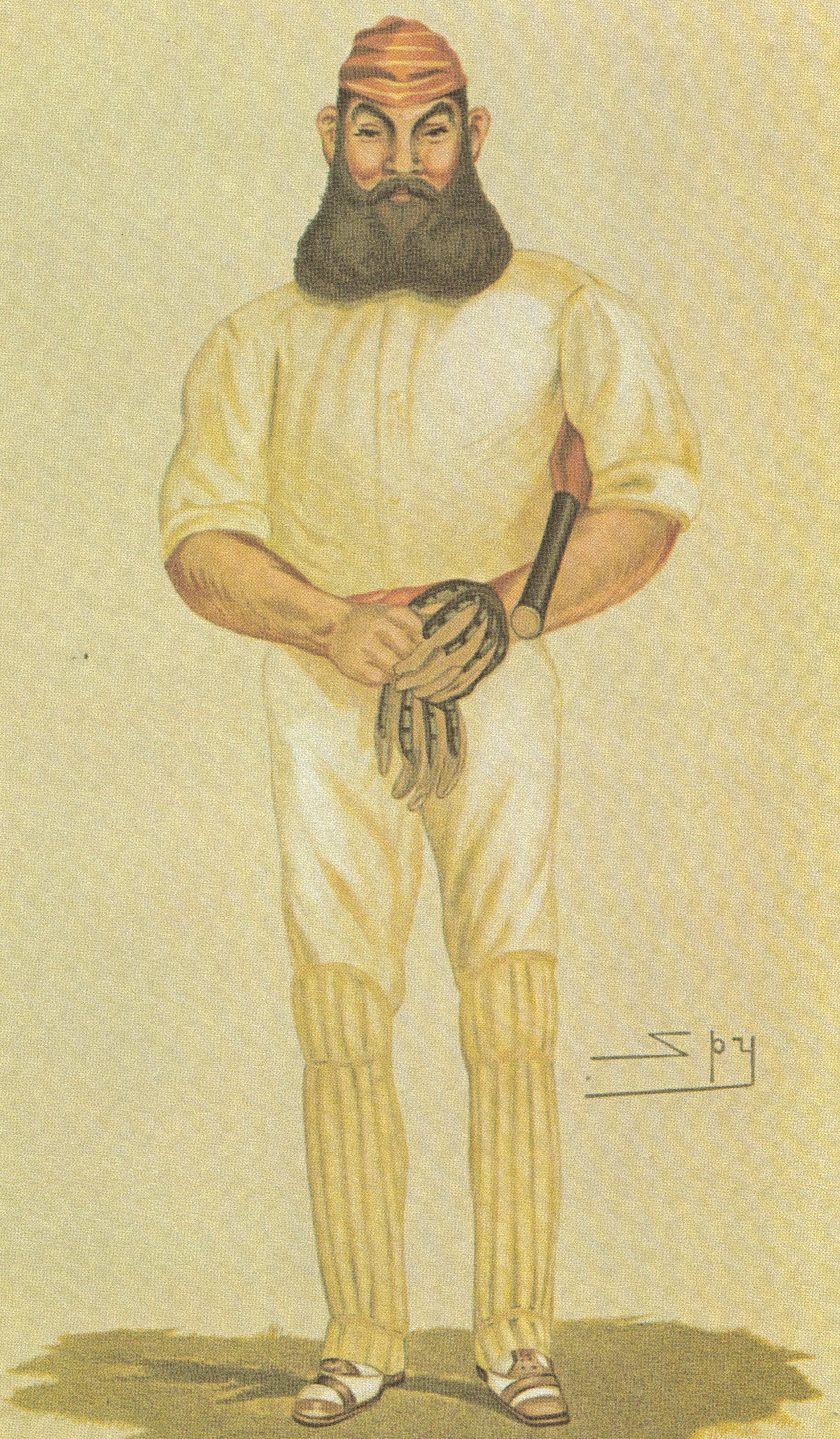
Un'illustrazione di Grace del 1877 realizzata da Leslie Ward mette in risalto la sua barba caratteristica e il berretto MCC

Grace raccontò nelle sue Reminiscenze di aver assistito alla sua prima "grande" partita di cricket nel 1854, quando aveva solo sei anni. L'incontro si svolse tra l'All-England Eleven (AEE), capitanato da William Clarke, e una squadra composta da ventidue giocatori del West Gloucestershire. La sua carriera nel cricket iniziò già nel 1857, quando, all'età di nove anni, giocò per il club del West Gloucestershire. Nel 1859, partecipò a undici inning.Il suo primo punteggio significativo arrivò nel luglio del 1860, quando segnò 51 punti per il West Gloucestershire contro il Clifton. Grace dichiarò che, quarant'anni dopo, nessun altro inning gli diede mai più soddisfazione di quello.
Grace fece il suo debutto per Lansdown il 5 luglio 1861, all'età di tredici anni, giocando due partite nel corso di quel mese. EM, suo fratello maggiore, aveva debuttato nel 1857, all'età di sedici anni. Nell'agosto 1862, a soli 14 anni, Grace giocò per il West Gloucestershire contro una squadra del Devonshire.
Nel 1863, a seguito di un attacco di polmonite che lo aveva costretto a letto per diverse settimane, Grace realizzò un punteggio di 52 non out e prese cinque wicket, contribuendo alla vittoria dei Gentlemen of Gloucestershire sui Gentlemen of Somerset per 87 run al Sydenham Field di Bath. Poco dopo, fu uno dei quattro membri della famiglia a giocare per una squadra mista di Bristol e Didcot XVIII contro l'All-England Eleven. In questa partita, segnò 32 punti contro giocatori di rilievo come John Jackson, George Tarrant, Cris Tinley e Ned Willsher, prima che Tinley lo eliminasse. EM, nel frattempo, prese dieci wicket, e la partita si concluse con la vittoria di Bristol e Didcot per un inning. Grazie a questa prestazione, EM ricevette un invito a partecipare a un tour in Australia con la squadra inglese di George Parr, che partì pochi mesi dopo.
EM non tornò dall'Australia fino a luglio 1864, e la sua assenza offrì a Grace l'opportunità di emergere sui palcoscenici più importanti del cricket. Lui e suo fratello maggiore Henry furono invitati a giocare per la squadra del Galles del Sud, che aveva organizzato una serie di partite a Londra e nel Sussex. Grace, però, si divertiva a chiedersi con umorismo come fosse possibile che fossero qualificati per rappresentare il Galles del Sud. Fu la prima volta che Grace lasciava il West Country, e in quell'occasione fece il suo debutto sia all'Oval che al Lord's.
Oltre alle sue abilità nel cricket, Grace era un atleta straordinario da giovane e partecipò a numerosi eventi sportivi. Lanciò una palla da cricket a 122 yard (circa 112 metri) durante una competizione a Eastbourne. Nel 1866, vinse il titolo nelle gare di 440 yard (circa 400 metri) ostacoli ai Giochi olimpici nazionali a Crystal Palace, e nel 1869 conquistò la medaglia d'argento nella corsa di un quarto di miglio ai Campionati AAC. Inoltre, Grace è noto per aver giocato a calcio con il club dei Wanderers, sebbene non abbia preso parte alle squadre vincitrici della FA Cup.

## Carriera di prima classe

### Gentlemen v Players
Dopo aver realizzato 5 e 38 nel suo debutto al The Oval con la squadra del Galles del Sud, Grace si distinse nella partita successiva, segnando 170 e 56 contro i Gentlemen of Sussex al Royal Brunswick Ground di Hove. Il suo inning di 170 rappresentò il primo secolo in una partita ufficiale. La terza partita, contro il Marylebone Cricket Club (MCC), segnò il debutto di Grace al Lord's Cricket Ground, dove fu raggiunto da EM, appena arrivato dal suo viaggio. In quella partita, Grace segnò 50 nel primo inning, a soli tre giorni dal suo sedicesimo compleanno.
Il nome di Grace è ormai ampiamente conosciuto nei circoli del cricket. Nel giugno del 1865, a soli 16 anni, giocò per i Gentlemen of the South contro i Players of the South, una partita che è considerata il suo debutto in prima classe. All'epoca, Grace era già alto 6 piedi e 2 pollici (1,88 m) e pesava 11 stone (70 kg). In quella partita, i Gentlemen of the South, che batterono per primi, vinsero con un inning e 58 punti. Grace fu eliminato senza segnare, ma si distinse come lanciatore, ottenendo 13 wicket per 84 punti, il che gli valse la prima selezione per la partita Gentlemen v Players.
Prima dell'introduzione del Test cricket nel 1877, la partita tra Gentlemen e Players era considerata l'incontro più prestigioso a cui un giocatore potesse partecipare. Questo, ad eccezione della sfida tra North e South, che pur essendo tecnicamente di livello superiore, poiché i Gentlemen dilettanti erano generalmente (fino all'intervento di Grace) surclassati dai professionisti Players, non godeva della stessa notorietà. Grace rappresentò i Gentlemen nelle loro partite contro i Players dal 1865 al 1906. Fu grazie a lui che i dilettanti iniziarono a competere alla pari con i professionisti pagati, riuscendo a sconfiggerli frequentemente. La sua abilità nel padroneggiare il bowling veloce fu un elemento decisivo. Prima dell'ingresso di Grace nella partita, i Gentlemen avevano subito 19 sconfitte consecutive, ma nelle successive 39 partite vinsero 27 volte e ne persero solo 4. Dal 1871 al 1873, in sette inning consecutivi contro i Players, Grace segnò 217, 77, 112, 117, 163, 158 e 70. Nel corso della sua carriera, stabilì un record di 15 secoli nella partita.

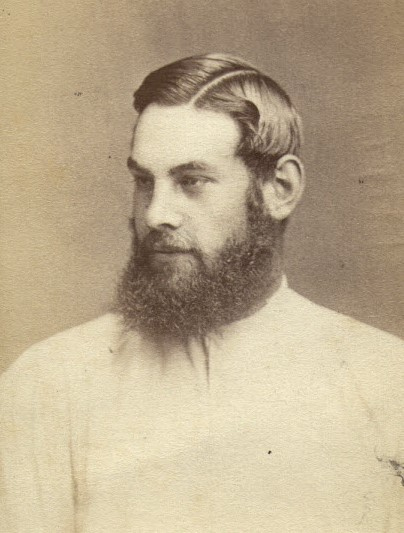
Grace da giovane

Il debutto di Grace nel 1865 per i Gentlemen non modificò l'andamento della partita, poiché i Players vinsero all'Oval con un margine di 118 run. Selezionato come lanciatore, Grace prese sette wicket durante la partita. Battendo nel secondo ordine, segnò 23 e 12*.
Nella seconda partita del 1865, questa volta al Lord's, i Gentlemen interruppero finalmente la loro serie di sconfitte, vincendo con 8 wicket. Tuttavia, fu EM a fare la differenza con 11 wicket nella partita. Nonostante ciò, Grace lasciò il suo segno segnando 34 su 77/2 nel secondo inning, contribuendo in modo decisivo alla vittoria dei Gentlemen.

### "Il Campione"
Negli anni '60 dell'Ottocento, il cricket subì una rivoluzione con la legalizzazione del bowling overarm nel giugno del 1864. Grace stesso affermò che "non era esagerato dire che, tra il 1860 e il 1870, il cricket inglese attraversò il suo periodo più critico" a causa della transizione del gioco, e che "fu un periodo piuttosto rivoluzionario per quanto riguardava le sue regole". Nel 1864, aveva solo 15 anni e compì 20 anni quando iniziò la sua carriera medica, iscrivendosi alla Bristol Medical School il 7 ottobre 1868. Durante quelle cinque stagioni, e in particolare nel 1866, divenne ampiamente riconosciuto come il miglior giocatore di cricket in Inghilterra. Subito dopo il suo diciottesimo compleanno, nel luglio del 1866, confermò il suo potenziale con un inning di 224* per l'All-England contro il Surrey all'Oval, il suo primo secolo di prima classe. Secondo Harry Altham, questo inning segnò "da allora in poi il più grande nome del cricket e la principale attrazione per gli spettatori, con i successi che arrivavano fitti e veloci".
Nel 1868, due anni dopo, Grace segnò due secoli in una sola partita, il che rappresentò solo la seconda volta nella storia del cricket che ciò accadeva, dopo William Lambert nel 1817. Simon Rae riassunse la stagione del 1868 dicendo che Grace era "ora indiscutibilmente il giocatore di cricket dell'epoca, il Campione".
Durante la sua carriera, Grace fu noto con numerosi soprannomi, tra cui "The Doctor" dopo aver ottenuto la sua qualifica medica, e "The Old Man" quando raggiunse la fase di veterano. "The Champion" fu probabilmente il più significativo: nella poesia At Lord's di Francis Thompson, fu celebrato come "The Champion of the Centuries". Grace fu acclamato per la prima volta come "Champion Cricketer" da Lillywhite's Companion in riconoscimento delle sue imprese nel 1871.

### Iscrizione al MCC
Grace divenne membro dell'MCC nel 1869, dopo essere stato proposto dal tesoriere Thomas Burgoyne e appoggiato dal segretario Robert Allan Fitzgerald. Durante gli anni '60 dell'Ottocento, il cricket stava attraversando una spaccatura tra i professionisti del nord e il Surrey. L'MCC temeva di perdere la sua autorità se Grace "si fosse schierato con i professionisti", rendendo quindi fondamentale per l'organizzazione averlo dalla sua parte. Sebbene la disputa fosse quasi giunta al termine, si affermò che "l'MCC ha riacquistato la sua autorità sul gioco aggrappandosi alle code della camicia di WG". Grace indossò i colori dell'MCC per il resto della sua carriera, giocando per loro in modo intermittente fino al 1904, e il berretto a cerchio rosso e giallo divenne indissolubilmente legato alla sua figura, così come la sua imponente barba nera. Sebbene giocasse per l'MCC a rimborso spese, ogni speranza del club di tenerlo saldamente tra i ranghi amatoriali sarebbe stata presto delusa.
Nel luglio del 1869, Grace segnò quattro secoli, tra cui un inning di 180 all'Oval. Questo fu parte della più alta partnership di wicket della sua carriera: insieme a Bransby Cooper, condivise 283 run per il primo wicket. Più tardi nel mese, segnò 122 su 173 in condizioni di battuta difficili durante una partita tra Nord e Sud a Bramall Lane, suscitando il commento di Tom Emmett, che lo definì un "nonsuch" (senza eguali), aggiungendo: "Dovrebbe essere costretto a giocare con una mazza più piccola".

### Gloucestershire
Il Gloucestershire County Cricket Club è generalmente considerato formalmente costituito nel 1870, evolvendosi dal club West Gloucestershire fondato dal dottor Henry Grace. Il club acquisì lo status di prima classe quando la sua squadra giocò contro il Surrey a Durdham Down il 2, 3 e 4 giugno 1870. Con la partecipazione di Grace e dei suoi fratelli EM e Fred, il Gloucestershire vinse con un margine di 51 run. Il club divenne rapidamente una delle squadre più forti in Inghilterra, venendo proclamato Campione della contea nel 1876 e nel 1877, oltre a condividere il titolo non ufficiale nel 1873 e a rivendicarlo nel 1874. Nel luglio del 1870, il Surrey e il Gloucestershire giocarono una partita di ritorno all'Oval, con il Gloucestershire che vinse con un inning e 129 run. Grace segnò 143, condividendo una seconda partnership di wicket di 234 con Frank Townsend, che segnò 89 runs. La famiglia Grace "gestì lo spettacolo" al Gloucestershire, e EM fu scelto come segretario, una posizione che, come osservò Derek Birley, "lo mise a capo delle spese, una fonte di scandalo che sarebbe emersa prima della fine del decennio". Nonostante avesse solo 21 anni, WG fu fin dall'inizio il capitano della squadra, un ruolo che Birley attribuì al suo "potere di attrazione commerciale".
Nel giugno del 1870, mentre era ancora uno studente di medicina, Grace fu il primo a intervenire quando George Summers ricevette un colpo alla testa durante una partita tra MCC e Nottinghamshire al Lord's. Grace, che si trovava in campo nelle vicinanze, gli prese il polso. Summers riprese conoscenza, ma Grace gli consigliò di lasciare il campo. Nonostante non si recò in ospedale, si scoprì poi che il cranio di Summers era fratturato e morì quattro giorni dopo. Il campo del Lord's, noto per la sua superficie irregolare e pericolosa, aveva una cattiva reputazione durante tutto il XIX secolo, e molti giocatori, tra cui Grace, lo consideravano rischioso.
Nel 1870, come notato da Birley, Grace "disprezzò la gracile moda moderna dei baffi" e si fece crescere la sua caratteristica barba nera, che divenne un tratto distintivo. Inoltre, la sua "ampia circonferenza" si sviluppò quando raggiunse un peso di 15 stone (95 kg) nei suoi primi vent'anni. Grace non fumava, ma amava il buon cibo e il buon vino. Molti anni dopo, quando si discusse delle spese generali sostenute durante il tour inutile di Lord Sheffield in Australia nel 1891-92, Arthur Shrewsbury commentò: "Vi avevo detto che vino avrebbero bevuto i dilettanti; Grace stesso ne avrebbe bevuto abbastanza da far nuotare una nave".

### Annus mirabilis
Secondo Harry Altham, il 1871 fu l'annus mirabilis di Grace. Durante quella stagione, segnò un totale di dieci secoli su diciassette realizzati in tutte le partite di prima classe, incluso il primo in una partita di prima classe a Trent Bridge. Grace mantenne una media di 78,25 punti per inning, una cifra nettamente superiore alla seconda migliore media di un battitore, che era di 39,57, poco più della metà della sua. Il suo totale stagionale fu di 2.739 punti, il primo caso in cui un giocatore aveva superato i 2.000 punti in una stagione di prima classe, con Harry Jupp al secondo posto con 1.068.
Grace produsse due prestazioni di battuta eccezionali durante la stagione. Giocando per i Single contro gli Sposati a Lord's, realizzò 189* con la sua mazza. Lui e suo fratello Fred condividevano una terza partnership di wicket di 108. L'inning fu giocato su un "wicket appiccicoso" dopo la pioggia, e molti lo considerarono il miglior inning della carriera di Grace, sebbene lui stesso non fosse del tutto d'accordo. Iniziò con cautela, impiegando quindici minuti per segnare la sua prima corsa, ma poi, come osservò Simon Rae, "segnò a un ritmo scoppiettante". Harry Perkins, segretario dell'MCC, non ebbe dubbi e insistette sul fatto che fosse la miglior prestazione di sempre di Grace, nonostante le frequenti interruzioni dovute alla pioggia che rendevano il wicket spesso "ingiocabile".
Nella stessa stagione, quando rappresentò il Sud contro il Nord all'Oval, Grace realizzò il suo punteggio più alto in carriera fino a quel momento, con 268, sebbene fosse stato eliminato per zero nel primo inning. Sebbene il risultato della partita fosse un pareggio, l'occasione produsse uno dei commenti più memorabili di Shaw, che, rammaricato, dichiarò: "Io metto la palla dove mi piace, e lui la mette dove vuole lui".

### I tour americani
Il 1871 rappresentò un anno importante per Grace sotto il profilo sportivo, ma fu segnato dalla morte di suo padre nel mese di dicembre. Grace e il fratello minore Fred vivevano ancora con la madre, la quale riusciva a malapena a sostenere le spese per mantenere la casa di famiglia a Downend. Essendo entrambi studenti di medicina (Fred iniziò il suo corso nell'autunno del 1872), i due fratelli si trovavano ad affrontare spese consistenti, oltre ai costi quotidiani di vita. In tale contesto, divenne essenziale per loro ottenere il massimo guadagno dalle loro attività legate al cricket, in particolare attraverso la partecipazione alla squadra dell'United South of England Eleven (USEE).
Fondata nel 1865 da Ned Willsher, l'USEE aveva attraversato un periodo di grande successo, ma l'epoca d'oro delle squadre itineranti era ormai conclusa. Gli organizzatori, cercando di rinnovare l'interesse, si trovarono a dover presentare nuove attrazioni. Nel 1872, l'USEE giocò sei partite, tra cui incontri a Edimburgo e Glasgow, che segnarono la prima visita di Grace in Scozia.
Grace e suo fratello si erano ufficialmente uniti al club nel 1870, giocando inizialmente solo per coprire le spese. Tuttavia, come organizzatori delle partite, ricevevano uno stipendio. Il loro compito era quello di individuare i periodi liberi nel calendario delle partite di prima classe e formare una squadra per visitare località in grado di garantire un guadagno sufficiente. Si stima che la quota pagata all'USEE per una partita di tre giorni fosse di circa 100 sterline (equivalenti a 33.800 sterline odierne), con 5 sterline (600 sterline moderne) destinate a ciascuno dei nove professionisti della squadra, mentre le restanti 45 sterline (5.100 sterline odierne) venivano suddivise tra WG Grace e Fred. Al di fuori di queste occasioni, Grace giocava solitamente per coprire le sue spese, che però risultavano elevate. Ad esempio, si sa che richiedeva 15 sterline per ogni partita con il Gloucestershire e 20 sterline per rappresentare i Gentlemen. Per dare un'idea del valore di queste somme, si consideri che una domestica guadagnava meno di 50 sterline all’anno.

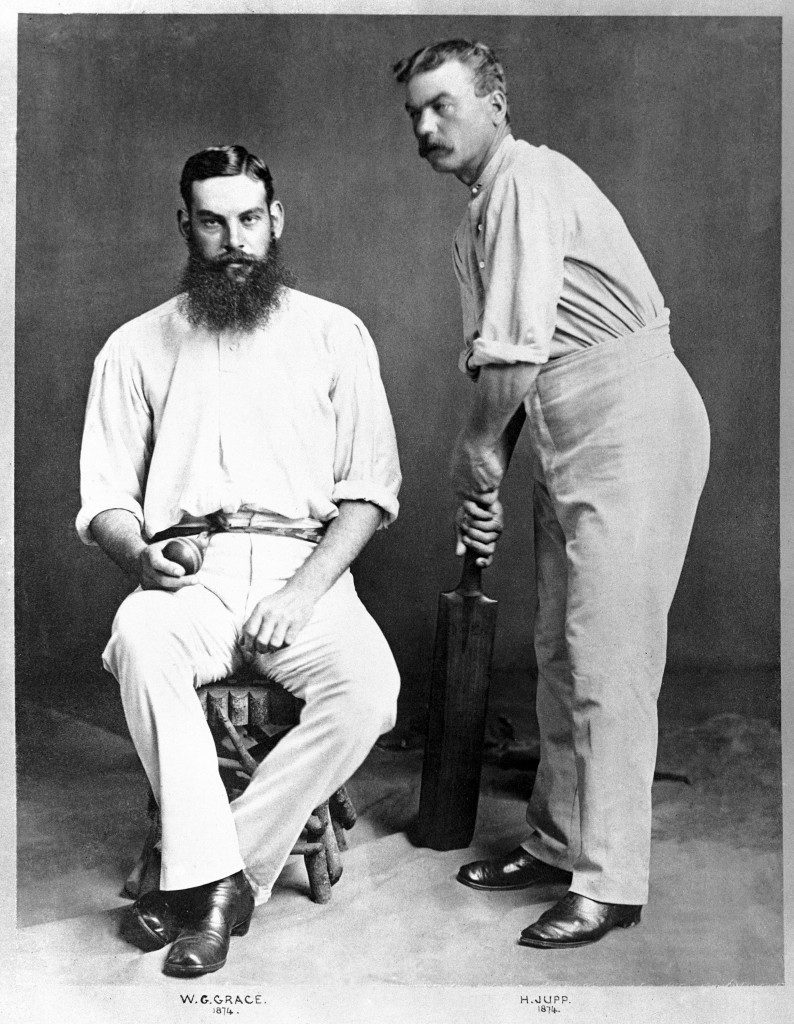
Grace con Harry Jupp del Surrey nel 1874

Il 1872 si caratterizzò per un'estate particolarmente piovosa, e Grace concluse la sua stagione all'inizio di agosto per poter partecipare a un tour in Nord America. Durante la sua carriera, Grace compì tre tour all'estero, il primo dei quali si svolse negli Stati Uniti e in Canada con la squadra di RA Fitzgerld nell’agosto e settembre del 1872. Tutte le spese furono sostenute dal Montreal Club, che aveva contattato Fitzgerald l'inverno precedente e lo aveva invitato a formare una squadra. Grace e i suoi compagni, tutti dilettanti, superarono agevolmente le squadre avversarie di livello inferiore. Tra i membri della squadra figuravano anche altri due futuri capitani dell'Inghilterra: AN Hornby, che sarebbe diventato un rivale di Grace negli anni successivi, e l'onorevole George Harris, futuro Lord Harris, che divenne un amico molto intimo e un alleato importante per Grace. La squadra si incontrò a Liverpool l'8 agosto e salpò sulla SS Sarmatian, arrivando a Quebec il 17 agosto. Le partite si disputarono a Montreal, Ottawa, Toronto, Londra, New York, Filadelfia e Boston. Il gruppo lasciò il Quebec il 27 settembre e tornò a Liverpool l'8 ottobre. Grace ricordò il tour come uno dei momenti più significativi dei suoi primi anni di carriera, affermando che ne conservò ricordi affettuosi per tutta la vita e lo definì "un picnic prolungato e felice" nelle sue memorie, redatte da un ghostwriter.

### Il Champion County
Il 1873 segnò l'introduzione di una prima forma di organizzazione nel cricket di contea con l'introduzione della qualifica della residenza. Questa norma fu concepita principalmente per risolvere la situazione di James Southerton, un noto giocatore di bocce inglese che aveva militato sia nel Surrey che nel Sussex, essendo nato in una contea e vivendo nell'altra. Southerton decise di giocare per il Surrey, la sua contea di residenza, ma continuò a essere considerato il miglior giocatore di bocce del paese. Sebbene le contee si accordassero sulla questione della residenza, non riuscirono a trovare un metodo uniforme per stabilire il campionato di contea. Di conseguenza, il titolo di "Champion County" rimase un riconoscimento non ufficiale, attribuito dai giornali, fino al 1890. Nel 1873, il Gloucestershire di Grace vantava una solida candidatura a questo titolo non ufficiale, ma il consenso generale stabilì che dovesse essere condiviso con il Nottinghamshire. Le due squadre non si incontrarono direttamente e entrambe rimasero imbattute in sei partite, sebbene il Nottinghamshire vinse cinque incontri, mentre il Gloucestershire ne vinse quattro.
Un incontro tra Nottinghamshire e Gloucestershire era previsto per la fine di luglio, ma la partita fu oggetto di controversia quando il Nottinghamshire chiese un cambio di data. Sebbene il comitato del Gloucestershire accettò la nuova proposta, Grace si oppose poiché aveva già dato la sua disponibilità per una partita di beneficenza a Sheffield, organizzata in favore di Joseph Rowbotham dello Yorkshire. Nonostante le insistenze dei club per il cambio di data, i Grace rifiutarono di giocare, e l'incontro fu annullato. Questo provocò scalpore nel comitato del Gloucestershire, dove EM, in qualità di segretario, si trovò a difendere la famiglia da numerose accuse di "autoritarismo". Sebbene non si verificassero cambiamenti, l'intero comitato boicottò la riunione successiva, e EM risultò come unico partecipante nei verbali.
Nel 1873, Grace ebbe un'altra stagione straordinaria sul campo, diventando il primo giocatore nella storia a completare il "doppio" di 1.000 run e 100 wicket in una singola stagione. Grace ripeté questa impresa otto volte tra il 1873 e il 1886.

### Disonore sul cricket inglese
Il 9 ottobre 1873, Grace sposò Agnes Nicholls Day (1853–1930), figlia di William Day, suo cugino di primo grado. Due settimane dopo, la coppia partì per la luna di miele, imbarcandosi su una nave diretta in Australia per il tour di Grace del 1873–74. Al loro ritorno, nel maggio 1874, Agnes era incinta di sei mesi. Il loro primo figlio, William Gilbert Junior (1874–1905), nacque il 6 luglio. Successivamente, Grace riprese gli studi alla Bristol Medical School, e la sua famiglia visse a Downend, insieme alla madre, al fratello Fred e alla sorella Fanny, fino a febbraio 1875.
La squadra inglese che partecipò al tour in Australia fu chiamata "WG Grace's XI". La mattina della partenza da Southampton, Grace rispose ai sostenitori dichiarando che la sua squadra "aveva il dovere di svolgere il proprio compito per mantenere l'onore del cricket inglese e per sostenere l'alto carattere dei giocatori di cricket inglesi". Tuttavia, né le prestazioni di Grace né quelle della sua squadra furono all'altezza di tali aspettative. Il tour non ebbe successo, e l'unico risultato positivo fu che, a dieci anni di distanza dal precedente, contribuì a dare al cricket australiano una spinta significativa.
Gran parte dei problemi del tour furono legati a Grace stesso e alla sua "personalità autoritaria", che minò rapidamente la buona volontà verso di lui. Inoltre, ci fu un malcontento all'interno della squadra, poiché, sebbene Grace fosse solitamente ben integrato con i giocatori professionisti, durante il tour impose una netta divisione di classe.

### La vittoria del campionato col Gloucestershire
Dopo il tour in Australia nell'inverno del 1873-74, Grace tornò in Inghilterra il 18 maggio 1874 e riprese rapidamente la sua carriera nel cricket nazionale. La stagione del 1874 fu particolarmente positiva per lui, poiché riuscì a completare una seconda doppietta consecutiva. Il Gloucestershire rivendicava nuovamente una forte candidatura al titolo di Champion County, anche se alcune fonti attribuirono tale titolo al Derbyshire, mentre lo stesso Grace affermò che sarebbe dovuto andare allo Yorkshire.
Nel 1875, Grace continuò a eccellere, completando ancora una volta la doppietta con 1.498 run e 191 wicket, segnando la sua stagione più riuscita come giocatore di bocce. Nel febbraio di quell'anno, la famiglia si trasferì a Londra, dove Grace fu assegnato allo St Bartholomew's Hospital e si stabilirono a Earl's Court, a circa cinque miglia dalla City. Nel luglio 1876 nacque il loro secondo figlio, Henry Edgar.
Uno degli episodi più straordinari della carriera di Grace avvenne nella stagione 1876, quando segnò il suo punteggio più alto in carriera: 344 run per il Marylebone Cricket Club (MCC) contro il Kent, allo St Lawrence Ground di Canterbury, ad agosto. Due giorni dopo, segnò 177 run per il Gloucestershire contro il Nottinghamshire, e due giorni dopo ancora, realizzò 318* per il Gloucestershire contro lo Yorkshire. In tre inning consecutivi, Grace accumulò 839 run, venendo eliminato solo due volte. Il suo punteggio di 344 fu il primo triplo secolo nella storia del cricket di prima classe e batté il record per il punteggio individuale più alto in tutte le classi di cricket, precedentemente detenuto da William Ward con 278 nel 1820. Il record di Ward era rimasto imbattuto per 56 anni, ma Grace lo migliorò due volte nel giro di una settimana. Il suo punteggio di 318* contro lo Yorkshire divenne il record per il cricket della contea.
Il Gloucestershire fu riconosciuto campione per la terza e ultima volta nel 1877, grazie a un'altra stagione eccezionale di Grace, che segnò 1.474 run e prese 179 wicket. Nell'autunno di quell'anno, la famiglia tornò nel Gloucestershire, dove visse con il fratello maggiore di Grace, Henry, un medico di medicina generale. Gli studi di Grace avevano raggiunto una fase cruciale, con un arretrato teorico da recuperare prima della sua ultima sessione pratica. In questo periodo, Agnes rimase nuovamente incinta e il loro terzo figlio, Bessie, nacque nel maggio 1878.

### Le polemiche del 1978
Nel 1878 si vociferava che Grace potesse ritirarsi dal cricket per concentrarsi sulla sua carriera medica, ma decise di continuare a giocare. Un possibile motivo di questa scelta fu l'arrivo della prima squadra australiana in tournée in Inghilterra, a maggio. Il 27 maggio, a Lord's, gli australiani sconfissero una forte squadra dell'MCC, tra cui Grace, per nove wicket in una sola giornata di gioco. L'evento suscitò grande scalpore e venne ampiamente discusso a Londra e in tutta l'Inghilterra. La rivista satirica Punch rispose con una parodia della poesia The Destruction of Sennacherib di George Gordon Byron, ironizzando sul contributo di Grace alla sconfitta.
Nel corso del tour, nacque anche un certo risentimento tra Grace e alcuni membri della squadra australiana, in particolare con il loro manager John Conway. Questo culminò il 20 giugno in una lite riguardante il giocatore Billy Midwinter, un australiano che aveva giocato per il Gloucestershire nel 1877. Midwinter, che si trovava già in Inghilterra prima dell'arrivo della squadra australiana, si unì agli australiani per la loro prima partita a maggio. Quel giorno, mentre gli australiani giocavano contro il Middlesex a Lord's, la squadra del Gloucestershire si trovava all'Oval contro il Surrey ma arrivò con un uomo in meno. Grace, insieme al fratello EM, andò a Lord's e convinse Midwinter a unirsi al Gloucestershire per completare la squadra. La decisione suscitò l'ira di alcuni australiani, che inseguirono il gruppo fino ai cancelli dell'Oval, dove scoppiò una furiosa lite in pubblico. In quel frangente, Grace definì gli australiani "un mucchio di furfanti maledetti", sebbene successivamente si scusò. Alla fine, Grace ottenne ciò che voleva e Midwinter rimase con il Gloucestershire per il resto della stagione.
Nonostante il conflitto, gli australiani si presero la rivincita, vincendo facilmente per 10 wicket contro il Gloucestershire, con Fred Spofforth che ne prese 12 e realizzò il punteggio più alto. Questa fu la prima sconfitta casalinga del Gloucestershire. Successivamente, il Gloucestershire invitò gli australiani a giocare con la squadra della contea al Clifton College, ma Midwinter non partecipò.
Nel luglio 1878, il Gloucestershire fece la sua prima visita all'Old Trafford Cricket Ground per giocare contro il Lancashire. Questa partita fu immortalata nella poesia At Lord's di Francis Thompson.
Nonostante i contrasti del 1878, la stagione sul campo fu positiva per Grace, che completò il sesto doppio consecutivo della sua carriera. Tuttavia, gli eventi legati alla partita all'Oval ebbero conseguenze durante l'inverno successivo, quando lui e EM furono chiamati a rispondere di alcune spese richieste al Surrey per quella partita, che il Surrey si rifiutò di autorizzare.

### Polemiche sui compensi
Nel gennaio del 1879, durante un'inchiesta, WG ed EM furono chiamati a rispondere per presunte "spese esorbitanti", un'accusa che rappresentò una delle poche occasioni in cui la loro condotta finanziaria fu seriamente messa in discussione. Nonostante la natura tumultuosa dell'incontro, i fratelli Grace riuscirono a superare la situazione, con EM che mantenne il suo ruolo chiave di segretario del club. Tuttavia, a seguito dell'incidente, fu costretto a collaborare con un nuovo comitato finanziario e a rispettare norme più restrittive.
L'episodio mise in luce una problematica persistente riguardo allo status di dilettante dei fratelli Grace. Secondo la definizione dell'epoca, un dilettante doveva essere un giocatore non retribuito, in linea con il principio dell'MCC, che sosteneva che "un gentiluomo non dovesse trarre profitto dal gioco del cricket". Sebbene, come tutti i dilettanti, i Grace ricevessero rimborsi per le spese di viaggio e alloggio durante le partite, vi sono numerosi elementi che suggeriscono che guadagnassero somme superiori a quanto necessario per coprire tali costi, con WG che guadagnava probabilmente più di molti professionisti del cricket. Negli ultimi anni della sua carriera, ad esempio, fu costretto a pagare un medico sostituto per gestire il suo studio medico mentre giocava a cricket, pur avendo la reputazione di offrire trattamenti gratuiti ai suoi pazienti più poveri. Inoltre, ricevette stipendi per le sue posizioni dirigenziali con l'USEE e con il London County Club.
Nel 1879, WG ricevette un significativo riconoscimento per la sua carriera. Lord Fitzhardinge gli conferì un orologio in marmo, due ornamenti in bronzo e un assegno del valore di £1.458 (equivalenti a circa £187.300 nel 2023) a Lord's, mentre nel 1896, a seguito della sua straordinaria stagione del 1895, gli fu conferito un ulteriore riconoscimento del valore di £9.703 (equivalenti a circa £1.418.200 nel 2023) da parte del MCC, del Gloucestershire, del Daily Telegraph e di The Sportsman.
Nonostante le critiche riguardo al suo guadagno attraverso il cricket, WG si distinse per la sua generosità verso i colleghi. Era noto per supportare i giocatori professionisti in difficoltà. Ad esempio, modificò la data di una partita del Gloucestershire per partecipare a un evento di beneficenza a Sheffield, comprendendo l'impatto che la sua presenza avrebbe avuto sul pubblico. John Arlott ricordò come non fosse raro vedere l'ingresso a un campo da cricket variare a seconda della presenza di WG Grace: "Ingresso 6d, se gioca WG Grace; ingresso 1/-". Inoltre, in più occasioni, Grace dimostrò il suo spirito di solidarietà, come quando, nel 1879, decise di donare i proventi di un'altra partita a Alfred Shaw, dopo che il suo evento di beneficenza fu annullato a causa della pioggia. Analogamente, quando il match di beneficenza per Ned Willsher fu compromesso dalle avverse condizioni meteo, Grace organizzò una partita con una selezione di giocatori contro il Kent, devolvendo l'intero incasso a favore di Willsher.

### Il soprannome del "Dottore"
Dopo la stagione del 1878, WG Grace fu assegnato alla Westminster Hospital Medical School per l'ultimo tirocinio pratico necessario per la sua abilitazione medica. La sua famiglia si trasferì a Londra, stabilendosi ad Acton. Questo cambiamento si rivelò utile, poiché nel novembre 1879 Grace ricevette finalmente il diploma dall'Università di Edimburgo, qualificandosi come Licentiate del Royal College of Physicians (LRCP) e diventando membro del Royal College of Surgeons (MRCS).
Una volta ricevuta la qualifica di medico, Grace iniziò a lavorare nel suo studio medico a Thrissle Lodge, a Bristol, in una zona caratterizzata da condizioni economiche difficili. Durante la stagione del cricket, impiegava due medici sostituti per coprire il suo lavoro. Inoltre, svolgeva anche funzioni di medico pubblico, tra cui la vaccinazione e il trattamento dei pazienti nel workhouse, come medico ufficiale del Barton Regis Union. I suoi pazienti lo consideravano un medico capace e generoso, tanto che molte famiglie povere sapevano di non doversi preoccupare per le fatture mediche, poiché le spese non venivano mai richieste. La famiglia Grace visse in quattro diverse abitazioni nei dintorni dello studio nel corso dei successivi vent'anni, durante i quali nacque il loro quarto e ultimo figlio, Charles Butler.
Gli impegni professionali di Grace nel settore medico lo costrinsero a ridurre la sua attività nel cricket. Nel 1879, infatti, perse gran parte della stagione e, per la prima volta dal 1869, non raggiunse le 1.000 corse, sebbene totalizzasse comunque 105. Dopo la sua qualifica, la sua carriera medica divenne la priorità, tanto che nel 1881 apparve in sole 13 partite di prima classe. Oltre a questi impegni, nel 1882 Grace fu colpito da un grave attacco di parotite, che influì ulteriormente sulle sue prestazioni. Nei successivi anni Ottanta, le sue medie stagionali di battuta non superarono mai i livelli precedenti, e non riuscì più a superare le 1.000 corse in nessuna stagione dal 1879 al 1882.

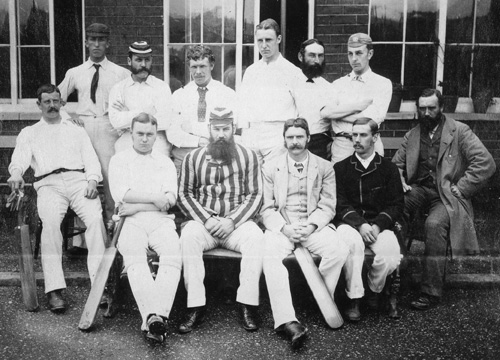
Il Gloucestershire County Cricket Club nel 1880, poco prima della prematura scomparsa di Fred Grace. WG è seduto al centro, davanti a sinistra

Nel 1880, proprio prima della prematura morte di Fred Grace, il Gloucestershire County Cricket Club organizzò una partita, durante la quale WG era seduto al centro, con Fred a sinistra dietro di lui, e Billy Midwinter e EM Grace nelle file posteriori. Sebbene il Test cricket fosse già riconosciuto retrospettivamente, nel 1877, Grace aveva già 28 anni quando esordì con la nazionale. Giocò per l'Inghilterra in 22 Test match tra il 1880 e il 1890, tutti contro l'Australia. Sebbene fosse una selezione automatica per le partite in Inghilterra, l'unico suo tour all'estero avvenne in Australia nel 1891-92. Grace debuttò nel Test cricket nel 1880, segnando 154 corse all'Oval, realizzando il primo secolo di Test per l'Inghilterra in una partita che è ora considerata la prima partita di Test giocata in Inghilterra. In quella stessa partita, anche i suoi fratelli EM e Fred erano presenti, ma Fred morì poco dopo di polmonite.
La morte prematura di Fred ebbe un impatto profondo su WG, che era particolarmente legato a lui, nonostante le loro personalità contrastanti. La perdita di Fred fu considerata un fattore determinante nel declino del Gloucestershire, che, secondo molti, non fu mai più lo stesso senza di lui. A differenza delle contee settentrionali e sudorientali, il Gloucestershire non disponeva né di grandi entrate né dei fondi necessari per ingaggiare giocatori professionisti di alto livello, e la squadra perse terreno rispetto a contesti più competitivi come quelli del Lancashire, Nottinghamshire, Surrey e Yorkshire.
Grace fu anche parte della squadra inglese che perse il celebre "Ashes Match" contro l'Australia all'Oval il 28 e 29 agosto 1882. L'Australia vinse per 7 run, grazie anche a una straordinaria prestazione di Spofforth, che prese 14 wicket. La partita segnò l'inizio della leggenda delle The Ashes.

### Infortuni
Nel 1883, la carriera medica di WG Grace divenne la sua principale priorità, portandolo a perdere la sua prima partita di Gentlemen v Players dal 1867. I suoi impegni professionali e alcuni infortuni ricorrenti limitarono ulteriormente le sue apparizioni sul campo nel 1884. Un episodio significativo si verificò nel luglio dello stesso anno, quando il capitano del Lancashire, AN Hornby, interruppe una partita a Old Trafford per permettere a EM e WG di tornare a casa dopo aver ricevuto un cablogramma che annunciava la morte della signora Martha Grace, madre di WG, all'età di 72 anni.
Nel 1886, Grace raggiunse il suo miglior risultato di bowling, ottenendo una performance di 10/49 durante una partita tra l'MCC e l'Università di Oxford a The Parks. Inoltre, realizzò 104 corse nel suo unico inning della partita, completando un raro "match double". Questa stagione segnò anche l'ultimo anno in cui Grace riuscì a prendere 100 wicket in una stagione.
Nel 1888, durante una partita tra il Gloucestershire e lo Yorkshire a Clifton, Grace segnò due secoli, rispettivamente 148 e 153 corse, in una partita che definì "la mia partita da campione". Nonostante il pareggio finale, questo risultato rimase uno dei momenti più memorabili della sua carriera. Dopo il 1886, Grace aveva ridotto la sua attività di bowling, diventando un giocatore occasionale dal 1889 in poi.
Nel corso degli anni '90, gli infortuni, in particolare un problema al ginocchio, influirono negativamente sulle sue prestazioni. Nel 1891, Grace registrò la sua stagione peggiore, non riuscendo a segnare alcun secolo e ottenendo una media di battuta di soli 19,76. Questo periodo segnò il declino delle sue capacità fisiche, anche se la sua carriera rimase comunque una delle più illustri nella storia del cricket.

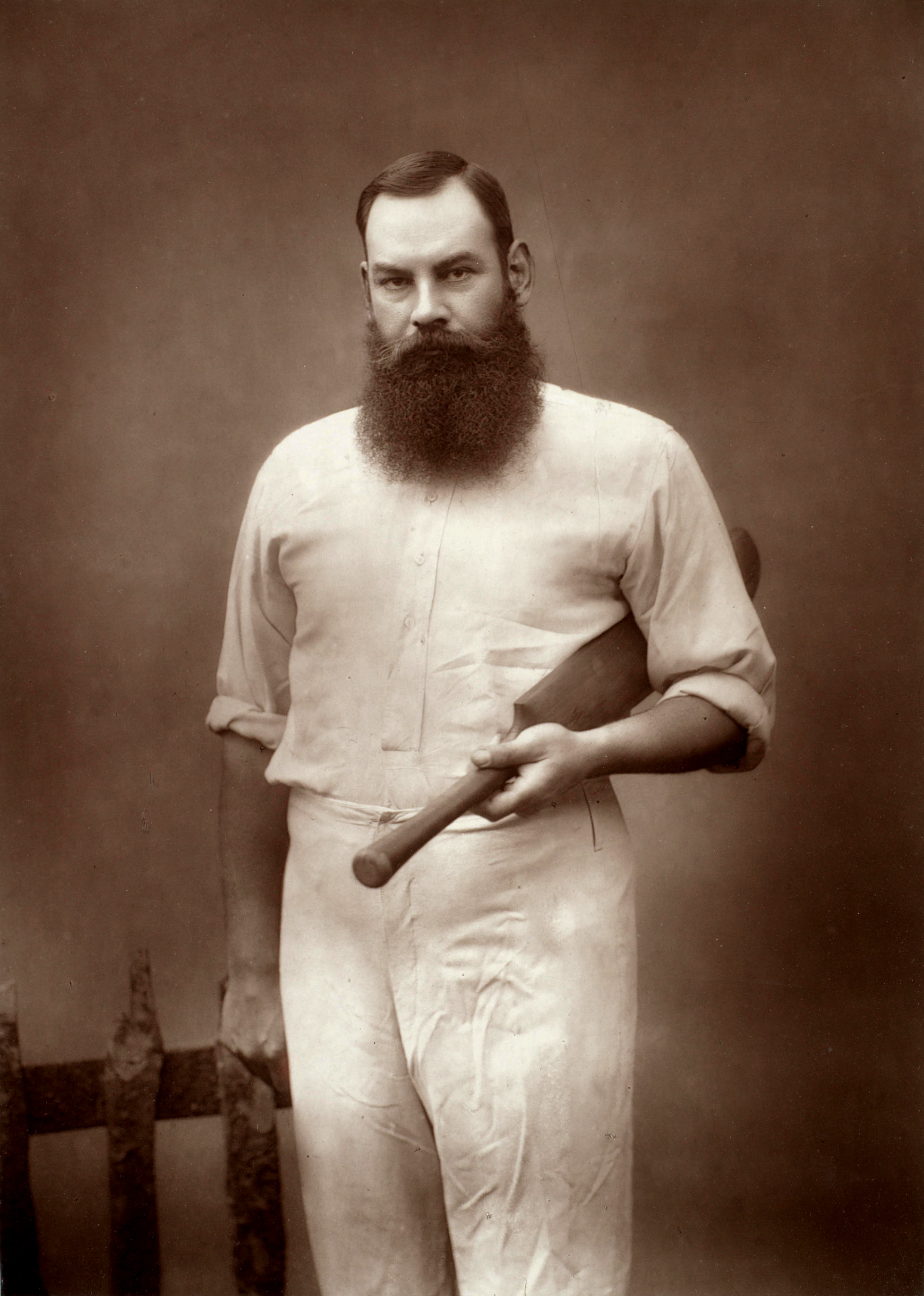
Ritratto di Grace di Herbert Rose Barraud, circa 1880

### La fama di "cattivo perdente"
Nonostante i numerosi problemi fisici e la sua carriera medica, il patrono Lord Sheffield non ebbe dubbi sulla scelta di nominare WG Grace per guidare la squadra inglese durante il tour australiano del 1891-92. Grace negoziò una considerevole quota di £ 3.000 per sé, che copriva anche viaggio e alloggio per sua moglie e i figli più piccoli. Tuttavia, questa spesa divenne un peso finanziario e ridusse drasticamente la possibilità che il tour generasse un profitto. Inoltre, diversi giocatori di spicco rifiutarono di partecipare, poiché l'offerta economica loro riservata era di soli £ 300, un decimo della cifra destinata a Grace, "esclusi alcol e tabacco". La squadra che partì per l'Australia risultò così un gruppo eterogeneo, con almeno tre giocatori che non erano di standard internazionale per le partite di Test.
Durante il tour, il comportamento di Grace suscitò malumori sia tra i suoi compagni di squadra che tra il pubblico australiano. Inizialmente, era stato ben accolto dalla stampa e dai tifosi, ma la sua condotta e le sue dichiarazioni controversie minarono rapidamente il supporto che aveva ottenuto. Nel primo Test, giocato al Melbourne Cricket Ground, l'Australia, guidata da Jack Blackham, vinse per 54 run. Grace si infuriò per le tattiche di battuta adottate dall'Australia, accusando in particolare Alec Bannerman di fare ricorso allo "stonewalling", una strategia difensiva che, nelle condizioni favorevoli ai lanciatori, riuscì a rallentare il gioco e consentì all'Australia di prolungarlo fino al quinto giorno, portando infine all'eliminazione dell'Inghilterra.
Nel secondo Test, giocato al Sydney Cricket Ground, Grace causò ulteriore irritazione tra gli australiani e i suoi compagni di squadra rifiutandosi di consentire un sostituto per l'infortunato Harry Moses, il quale dovette battere senza l'assistenza di un corridore. Inoltre, alcune delle sue decisioni da capitano provocarono la sconfitta dell'Inghilterra, nonostante la squadra fosse a soli 163 run di svantaggio nel primo inning. L'Australia vinse la partita per 72 run. Il giocatore George Lohmann, che aveva contribuito a mettere l'Inghilterra in una posizione di vantaggio con una prestazione di 8/58 nel primo inning dell'Australia, dichiarò che non avrebbe mai più giocato sotto la guida di Grace.
Le controversie non si limitarono alle partite di Test: durante una partita contro il Nuovo Galles del Sud, Grace contestò una decisione dell'arbitro EJ Briscoe, il che portò a un'inchiesta che non poté essere conclusa, poiché Grace negò di aver insultato Briscoe. Prima dell'ultimo Test, Grace si oppose anche alla nomina dell'arbitro Tom Flynn, molto rispettato in Australia. La sua opposizione fu dettata da motivi di ripicca, e di conseguenza furono nominati due arbitri inesperti per la partita.
Nonostante i primi due Test fossero stati vinti dall'Australia, che aveva così riconquistato le Ashes, l'Inghilterra ottenne una vittoria di consolazione nel Test finale, grazie alla prestazione del bowling di Johnny Briggs (6/49 e 6/87). Grace fu entusiasta di questa vittoria, ma il tour nel suo complesso fu un fallimento, e non accettò alcuna responsabilità per i suoi insuccessi. L'ex capitano del Test australiano, Tom Horan, scrisse sotto lo pseudonimo di "Felix", riassumendo il tour dicendo: "Grace è un pessimo perdente, e quando ha perso anche lui la calma (dopo aver perso i primi due test), ha continuato a perderla fino alla fine."
Simon Rae osservò che, a 43 anni, Grace si comportò in maniera altrettanto immatura come aveva già fatto a 25 anni durante il suo primo tour in Australia. Non aveva imparato dai suoi errori, ma li aveva ripetuti, mostrando una mancanza di autocritica e dando per scontato di non dover chiedere scusa per le sue azioni.

### L'estate indiana
Dopo essersi finalmente ripreso dai suoi infortuni, Grace riuscì a ritrovare una certa forma e a segnare 1.000 runs per ogni stagione dal 1892 al 1894. Tuttavia, fu nel 1895 che sorprese tutti con una performance straordinaria che sarebbe poi stata definita la sua "estate indiana". Quella stagione, infatti, rappresentò uno dei punti più alti della sua carriera. In particolare, completò quella che veniva considerata la sua centesima centuria, giocando per il Gloucestershire contro il Somerset a maggio. Charles Townsend, il suo compagno di battuta durante quell'impresa, ricordò che, mentre Grace si avvicinava al traguardo, fu l'unica volta in cui lo vide agitato. Alla fine, Sammy Woods lanciò una palla perfetta che Grace colpì per un quarto, segnando così il suo secolo. Successivamente, Grace continuò a battere con una forma impressionante, riuscendo a segnare 1.000 run in un solo mese, un'impresa che non era mai stata compiuta prima. Il suo totale stagionale fu di 2.346 run, con una media di 51,00 e nove secoli. All'inizio della stagione, Grace aveva 46 anni, ma la sua forma fisica e la sua abilità al battitore lo resero ancora una volta protagonista indiscusso.
Nel 1896, Grace fu l'unico destinatario del premio Wisden Cricketers of the Year, un onore che si ripeté solo in altre due occasioni nella storia di Wisden, poiché solitamente il premio veniva assegnato a cinque giocatori.
L'importanza della sua impresa nel 1895 fu sottolineata anche da Patrick Morrah, che iniziò il suo studio sull'"Età dell'oro" del cricket proprio con la stagione di Grace. Morrah definì le gesta di Grace come "l'episodio centrale" di quella che fu una stagione fondamentale, poiché segnalò l'elevazione del cricket di prima classe da un concetto popolare a uno standard ufficiale.

### Il ritiro dal cricket giocato
Al momento del suo cinquantesimo compleanno nel luglio del 1898, Grace aveva sviluppato una figura più corpulenta e aveva perso gran parte della sua precedente agilità, il che lo rendeva meno competitivo nel campo come fielder. Sebbene continuasse a essere un battitore di talento e, se necessario, un utile lanciatore lento, la sua carriera era chiaramente entrata nel suo periodo finale. Da allora, era generalmente soprannominato "The Old Man" (Il Vecchio). Per celebrare il suo compleanno, il comitato del Marylebone Cricket Club (MCC) organizzò una partita tra Gentlemen e Players nel 1898, in concomitanza con il suo anniversario. In quell'occasione, Grace segnò 43 e 31*, nonostante fosse ostacolato da una zoppia e da una mano ferita.

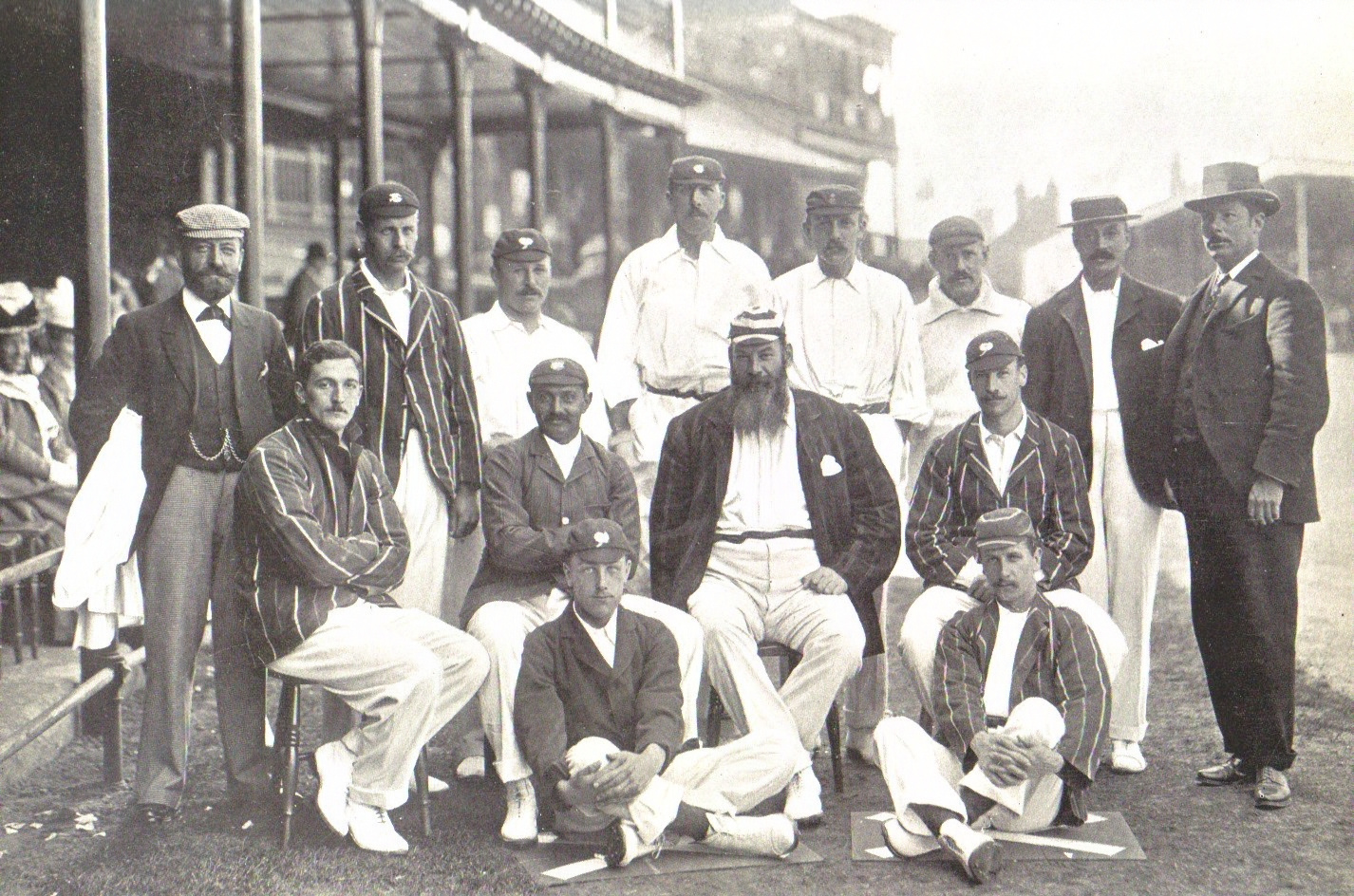
La squadra inglese nell'ultimo test di Grace a Trent Bridge nel 1899

Nel 1899, Grace ricevette un invito dalla Crystal Palace Company di Londra per aiutarli a fondare il London County Cricket Club. Accettò di diventare segretario, manager e capitano del club con uno stipendio annuale di 600 sterline.
Nel primo Test della serie contro l'Australia del 1899 a Trent Bridge, Grace, che aveva ormai 51 anni, fu ancora una volta scelto come capitano dell'Inghilterra. Tuttavia, la sua stazza lo rendeva ormai un peso sul campo. Realizzando i propri limiti, decise di farsi da parte, cedendo sia il posto in squadra che la capitaneria ad Archie MacLaren. Secondo quanto riferito, Grace pianificò la propria esclusione chiedendo a CB Fry, uno dei selezionatori, se pensasse che MacLaren dovesse giocare nel secondo Test. Fry rispose affermativamente, e Grace, convinto della sua decisione, si ritirò prontamente dal cricket internazionale. Successivamente, spiegò che la sua decisione era stata motivata dal fatto che il suo campo di gioco "si stava allontanando un po' troppo".

### Gli ultimi anni nel mondo del cricket
Dopo aver lasciato il Gloucestershire, Grace si trasferì con la sua famiglia a Mottingham, un sobborgo a sud-est di Londra, vicino al Crystal Palace Park, dove giocò per la contea di Londra. Successivamente vissero anche a Eltham, dove Grace continuò a giocare a cricket anche quando aveva sessant'anni. La loro residenza a Mottingham, chiamata Fairmount, è oggi contrassegnata da una targa blu in Mottingham Lane.
Durante questo periodo, Grace e sua moglie affrontarono due dolorose perdite familiari. Nel 1899, persero la loro figlia Bessie, di soli 20 anni, a causa di un'infezione di tifo. Bessie era la figlia preferita di Grace, e la sua morte fu un grande colpo per la famiglia. Poi, nel febbraio 1905, il loro figlio maggiore, WG junior, morì di appendicite all'età di 30 anni, un altro lutto che segnò profondamente i genitori.
La contea di Londra giocò partite di prima classe dal 1900 al 1904, e la presenza di Grace attirò inizialmente altri giocatori di spicco come CB Fry, KS Ranjitsinhji e Johnny Douglas. Tuttavia, con il passare degli anni e l'aumento dell'importanza del campionato della contea, la forma di Grace cominciò a declinare, e la mancanza di competitività nelle partite della London County contribuì alla riduzione dell'affluenza di pubblico, portando infine ad un periodo economicamente difficile per il club.
Con la fine della London County come squadra di prima classe nel 1904, Grace ridusse progressivamente le sue apparizioni. La sua ultima partita per i Gentlemen contro i Players si svolse nel luglio del 1906 all'Oval, in coincidenza con il suo 58° compleanno. Durante quella partita, i Gentlemen si trovavano in difficoltà, ma Grace segnò 74 punti nel suo secondo inning, salvando la partita, che terminò in pareggio. Quando lasciò il campo, fu accolto con una standing ovation. Questo fu la sua ultima partita ufficiale, ma continuò a fare occasionali apparizioni di prima classe fino al 1908, quando fu capitano dei Gentlemen of England in una partita contro il Surrey all'Oval, segnando 15 e 25.

## Vita dopo l'addio al cricket
Dopo il trasferimento a Mottingham, Grace sviluppò un forte interesse per il lawn bowls, contribuendo alla fondazione di una competizione internazionale che coinvolgeva Scozia, Irlanda e Galles. Dal 1903 al 1908, capitò l'Inghilterra durante il torneo internazionale inaugurato al Crystal Palace. Nel 1902 sostenne la creazione del Womanhood Bowling Club, una squadra femminile, permettendo l'utilizzo di un padiglione del club per le attività del gruppo. Fu anche un appassionato di curling.
Il suo interesse per il golf la portò a entrare in contatto con il biografo Bernard Darwin, che descrisse il suo stile di gioco come caratterizzato da una combinazione di serietà e allegria. Sebbene fosse abile nei colpi di guida e a volte nei putt, Darwin notò che Grace aveva difficoltà a eseguire correttamente i colpi con il ferro, un aspetto che non riusciva a spiegare.

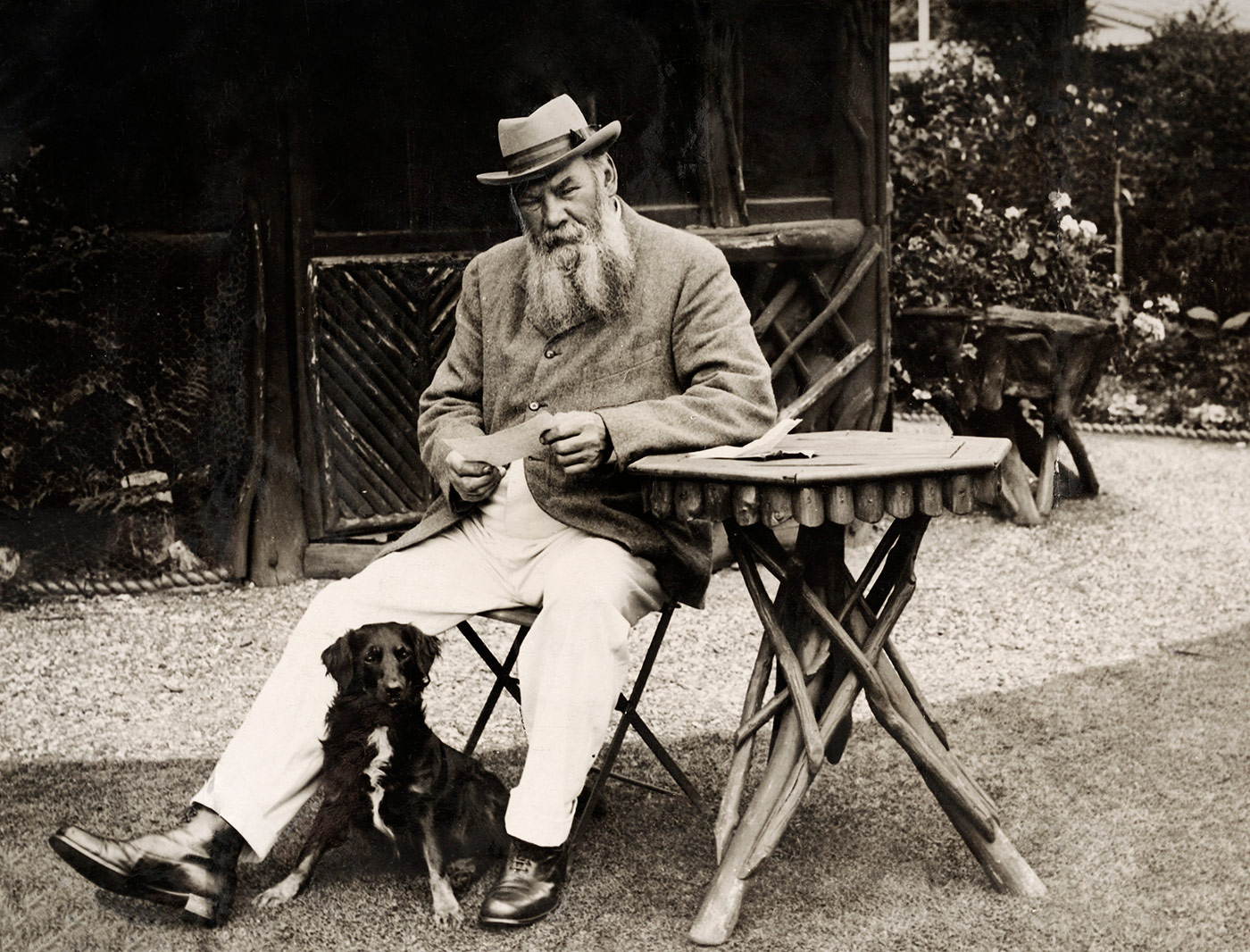
Grace nel giorno del suo 66º compleanno, 1914

Nonostante l'età avanzata e la corporatura robusta, Grace continuò a praticare il cricket a livello minore anche dopo il ritiro dalla competizione di prima classe. La sua penultima partita, in cui batté un punteggio imbattuto di 69, si svolse con l'Eltham Cricket Club al Grove Park il 25 luglio 1914, una settimana dopo il suo 66º compleanno. Il match, concluso con un punteggio di 155-6, si contrappose alla squadra del Grove Park, che rispose con 99/8. L'ultima partita ufficiale di Grace si disputò l'8 agosto 1914 contro Northbrook, sebbene non avesse partecipato né come battitore né come lanciatore, e coincise con l'inizio della prima guerra mondiale.
Il 26 agosto 1914, in seguito alle notizie riguardanti le vittime della battaglia di Mons, Grace scrisse una lettera a The Sportsman, in cui chiedeva la chiusura immediata della stagione di cricket delle contee e che i giocatori di prima classe dessero l'esempio servendo il proprio paese. Sebbene la lettera venisse pubblicata il giorno successivo, non portò alla fine immediata del campionato, in quanto si disputarono ulteriori partite di campionato. Durante la guerra, Grace mostrò grande preoccupazione per i conflitti in corso, al punto che si racconta fosse solito agitare il pugno e urlare contro gli Zeppelin tedeschi che sorvolavano la sua abitazione nel sud di Londra. Quando HDG Leveson-Gower fece notare che i lanciatori veloci non lo disturbavano, Grace rispose: "Vedo quei mendicanti; non vedo questi."
Grace morì a Mottingham il 23 ottobre 1915, all'età di 67 anni, a causa di un infarto. La sua morte suscitò grande commozione nel paese, simile a quella di Winston Churchill avvenuta cinquant'anni dopo. Fu sepolto nella tomba di famiglia nel cimitero di Beckenham, nel Kent.

## Stile e tecnica di gioco

### Approccio al cricket
Grace espresse le sue opinioni sul gioco del cricket nei suoi due libri, Cricket (1891) e Reminiscences (1899), entrambi scritti con l'ausilio di un ghostwriter. La sua visione centrale era che i giocatori di cricket "non nascono", ma devono sviluppare le proprie abilità attraverso allenamento e pratica costante. Nel suo caso, raggiunse l'eccellenza grazie alla dedizione a questa pratica sin da giovane, sotto la guida dello zio.
Pur attribuendo un'importanza fondamentale all'etica del lavoro nel suo sviluppo, Grace riteneva che il cricket dovesse rimanere un'attività divertente. Ammetteva che la sua famiglia, in particolare, giocava in modo "rumoroso e chiassoso", con una notevole quantità di "pula" (termine vittoriano per indicare i rimproveri scherzosi). Durante le loro carriere, sia WG che EM furono noti per il loro comportamento vivace in campo, a differenza di Fred, che era più riservato e meno espansivo. Nonostante le differenze di carattere, erano tutti estremamente competitivi e giocavano sempre con l'intento di vincere, a volte portando questa mentalità all'estremo. Un episodio significativo riguardò EM, che, infuriato per una decisione arbitrale a scuola, tornò a casa e portò via i ceppi, un gesto che divenne emblematico della loro attitudine al gioco.
Il suo atteggiamento e il suo insistere sui suoi diritti, come li vedeva, gli preclusero spesso buoni rapporti con gli australiani, pur avendo alcuni amici personali tra di loro, come Billy Midwinter e Billy Murdoch. Nel 1874, un giornale australiano scrisse: "In Australia non abbiamo preso bene WG. Per essere un uomo così grande, è sorprendentemente tenace su questioni molto piccole. Lo abbiamo ritenuto troppo incline a litigare su questioni marginali del gioco, come un avvocato duo-decimo".
In Inghilterra la situazione non era molto diversa, e anche il suo vecchio amico Lord Harris concordò sul fatto che "la sua abilità nel gioco si aggiungeva al fondo di storie su di lui". Una di queste storie racconta di una partita contro il Surrey a Clifton, in cui Grace, dopo aver giocato una palla, la trovò conficcata nella sua maglietta. Colse l'occasione per completare diverse corse prima che i giocatori di campo lo fermassero. Quando gli venne chiesto di rimuovere la maglietta per far riprendere il gioco, sostenne disonestamente che sarebbe stato superato dalla palla se l'avesse fatto. Dopo una discussione, fu deciso che gli sarebbero stati assegnati tre punti.
L'atteggiamento di Grace verso il cricket era quello di un "piccolo combattente" determinato a vincere "a tutti i costi". Gli australiani, consapevoli di questa sua mentalità, lo riconobbero. Joe Darling, durante la sua visita in Inghilterra nel 1896, disse: "Ci è stato detto di non fidarci del Vecchio, perché era intenzionato a vincere ogni volta ed era un grande bluffatore".

### Battuta
Secondo CLR James, la miglior analisi dello stile e della tecnica di Grace fu fornita da un altro noto battitore, KS Ranjitsinhji, nel suo Jubilee Book of Cricket (1897), scritto in collaborazione con CB Fry. Ranjitsinhji sostenne che Grace "rivoluzionò la battuta, trasformandola da un risultato in una scienza". Prima di lui, i battitori giocavano sia in avanti che indietro, specializzandosi in determinati colpi. Grace, invece, adottò un approccio più funzionale, integrando il gioco in avanti e quello indietro nel suo repertorio, selezionando il colpo più adatto alla palla in arrivo. In una celebre frase, Ranjitsinhji descrisse Grace come colui che "trasformò il vecchio strumento a una corda [la mazza da cricket] in una lira a più corde". Ranjitsinhji sottolineò l'importanza di Grace per l'evoluzione del cricket, affermando: "Lo considero non solo il miglior giocatore nato o ancora da nascere, ma anche il creatore del moderno battito, la cui teoria è, in tutti gli aspetti essenziali, il risultato del pensiero e del lavoro di WG sul gioco". Questa visione fu successivamente supportata dallo scrittore e commentatore di cricket John Arlott, che nel 1975 scrisse che Grace "creò il cricket moderno".
Il talento straordinario di Grace fu riconosciuto presto, in particolare dai giocatori professionisti. Tom Emmett, nel 1869, lo definì un "non-tale", segno del rispetto che già suscitava. Altham osservò che, per gran parte della carriera di Grace, giocò su campi che "lo scolaro moderno considererebbe inadatti per una partita casalinga" e su terreni senza confini, dove ogni colpo, compresi quelli "in campagna", doveva essere eseguito completamente. Rowland Bowen aggiunse che il 1895, l'"Indian Summer" di Grace, fu l'anno in cui la marna fu utilizzata per la prima volta come legante nella composizione dei campi inglesi, un'innovazione che portò alla creazione di "buoni wicket duraturi".
Grace imparò a giocare in modo solido grazie alla perseveranza di Alfred Pocock, che lo istruì nell'arte del colpo dritto e della difesa, permettendogli di fermare o lasciare i buoni tiri e di segnare quelli scarsi. Questo approccio lo contrapponeva a EM, che era "sempre un battitore" e la cui difesa non era altrettanto solida. Man mano che le sue abilità si affinavano, Grace divenne un battitore potente con una gamma completa di tiri, capace di segnare punti liberamente. Pur essendo un tuttofare, fu anche un battitore di apertura di grande efficacia.

### Lancio
Come giocatore di bowling, Grace apparteneva a quella che Altham definisce la "scuola alta, casalinga e facile di un tempo molto più antico". Utilizzando un'azione roundarm, era abile nel variare sia il ritmo che l'arco delle sue consegne più lente, che spesso lavoravano dal lato della gamba del campo. La sua caratteristica principale era l'eccellente lunghezza che riusciva a mantenere costantemente durante il gioco. Inizialmente, Grace lanciava a un ritmo medio veloce, ma negli anni '70 dell'Ottocento sviluppò un stile più lento, caratterizzato da una pausa di gamba. Questo particolare tipo di lancio, che lui chiamava "leg-tweeker", non prevedeva una grande pausa sulla palla, ma solo abbastanza da farla passare dalle gambe del battitore al wicket, con l'aggiunta di un fielder posizionato in modo strategico sul confine della gamba quadrata, una trappola che talvolta portava al successo.
Era particolarmente insolito per un giocatore di cricket dell'epoca persistere con un'azione roundarm per tutta la carriera, mentre quasi tutti gli altri lanciatori adottarono lo stile overarm, che era stato recentemente legalizzato.

### Difesa
Nel periodo di massimo splendore, Grace era noto per il suo eccezionale fielding e per essere un lanciatore molto forte. Un esempio di questa forza fu quando lanciò una palla per una distanza di 122 yard durante la sua carriera atletica. Grace attribuiva questa abilità alla sua infanzia trascorsa in campagna, dove lanciare pietre ai corvi era un esercizio quotidiano che contribuiva a sviluppare la sua potenza. In età avanzata, commentò un evidente declino negli standard di fielding inglesi, sostenendo che ciò fosse dovuto alla "diminuzione del numero di ragazzi cresciuti in campagna che rafforzano le loro braccia lanciando pietre agli uccelli nei campi".
Il suo elogio funebre scritto da Wisden sottolineava che gran parte del successo di Grace come lanciatore derivava dal suo magnifico fielding. Dopo aver lanciato la palla, copriva rapidamente così tanto terreno a sinistra che si trasformava in un "extra mid-off", prendendo così alcune prese straordinarie. Inizialmente, Grace giocava principalmente come long-leg o cover-point, ma con il tempo divenne solitamente un point. Nel suo periodo migliore, era riconosciuto non solo per essere un ottimo lanciatore e corridore veloce, ma anche per la sua capacità di ricevere e prendere prese con grande sicurezza.

## Eredità e tributi

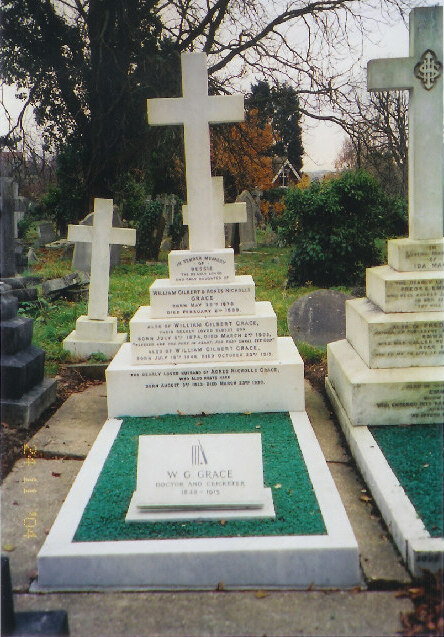
La tomba di Grace nel cimitero di Beckenham

Il MCC, in onore di WG Grace, decise di pubblicare una biografia commemorativa nel 1919, un tributo unico nella storia del cricket. La prefazione del volume sottolineava la rarità di un simile tributo, con giocatori, critici e appassionati riuniti per celebrare la carriera del più grande giocatore di cricket. Questo libro, supportato dal Comitato del MCC, rappresenta una testimonianza non solo dell'abilità ma anche della personalità di Grace.
Nel 1923 furono eretti i cancelli commemorativi WG Grace a Lord's, progettati da Sir Herbert Baker, con una cerimonia di apertura a cui partecipò Sir Stanley Jackson. Nel 2009, Grace fu inserito postumo nella ICC Cricket Hall of Fame a Lord's, con la presenza di due dei suoi discendenti diretti.
Nel 1973, in occasione del centenario del cricket della contea, furono emessi francobolli commemorativi con disegni di Grace, la cui immagine, con la sua grande barba, rimase un simbolo riconoscibile anche nella cultura popolare, come nel caso di Monty Python e il Sacro Graal (1975), dove fu utilizzata come "volto di Dio".
Nel 1948, per il centenario della nascita di Grace, l'edizione inaugurale del Playfair Cricket Annual gli rese omaggio, descrivendolo come "Re nel suo dominio" e lodando la sua "personalità olimpica". Questo tributo fu accompagnato da partite speciali organizzate dal MCC e dal Gloucestershire in onore di Grace.
Nel 1963, Grace fu selezionato da Neville Cardus come uno dei sei "giganti" del Wisden Century, insieme a nomi come Sydney Barnes, Don Bradman e Jack Hobbs. In seguito, Wisden lo inserì anche in un Test World XI di tutti i tempi per celebrare il suo 150º anniversario.
La morte di Grace nel 1915 segnò la fine di un'era nel cricket, come scrisse Derek Birley, mentre Rowland Bowen osservò che i suoi risultati, pur essendo eccezionali per l'epoca, sarebbero stati considerati straordinari anche secondo gli standard moderni. David Frith, infine, sottolineò come la sua influenza nel cricket fosse durata ben oltre la sua morte, e nonostante i suoi record siano stati superati, la sua preminenza non lo fu mai, confermandolo come il giocatore di cricket più famoso di tutti i tempi.